# Emin (cantante)
Emin Araz oğlu Ağalarov, noto semplicemente come Emin (in russo Эмин Араз оглы Агаларов?, Ėmin Araz ogly Agalarov; Baku, 12 dicembre 1979), è un cantante e imprenditore azero con cittadinanza russa.

## Biografia
Nato a Baku, si è laureato presso il Marymount Manhattan College.
Ha intrapreso la propria attività musicale nel 2006, con l'uscita del primo album in studio Still, seguito dai dischi Incredible, Obsession, Devotion e Wonder. Quest'ultimo si è fermato al 16º posto nella classifica settimanale degli album più venduti nella Federazione Russa, riuscendo a garantirsi il proprio piazzamento nella classifica annuale.
Due anni dopo è stato ospite speciale all'Eurovision Song Contest, tenutosi presso la capitale azera, e ha aperto il concerto di Jennifer Lopez, avvenuto nella medesima città. Ha collaborato con numerosi artisti, tra cui Loboda, Nile Rodgers, Grigorij Leps e Alessandro Safina.
Nel 2014 ha trionfato ai World Music Award come Best-selling Azerbaijan Artist e ha successivamente dato al via ad una tournée in 50 città della Russia, oltre a tenere concerti anche in America del Nord. Quattro anni dopo ha fondato insieme a Bahh Tee l'etichetta Zhara Music, ribattezzata come il ramo russo della Atlantic Records in un secondo momento.
Nel corso della sua carriera è stato riconosciuto con due premi Muz-TV e un premio RU.TV.

## Discografia

### Album in studio
- 2006 – Still
- 2007 – Incredible
- 2008 – Obsession
- 2009 – Devotion
- 2010 – Wonder
- 2012 – After the Thunder
- 2013 – Na kraju
- 2014 – Amor
- 2014 – Načistotu
- 2015 – 8 v padenii
- 2016 – Love Is a Deadly Game
- 2017 – Prosti, moja ljubov'
- 2018 – Neba ne bojalis'
- 2019 – Good Love
- 2019 – Devočka moja
- 2021 – Love Is
- 2023 – Za minutu do...
- 2023 – 44
- 2024 – Now or Never
- 2024 – Stol'ko let spustja
- 2024 – Verni mne muzyku: Pamjati Muslima Magomaeva

### Album dal vivo
- 2014 – Jubilejnyj koncert 35 let
- 2017 – Koncert s orkestrom: Live at Crocus City Hall, 2016
- 2025 – Jubilejnyj koncert so zvezdami Live

### Singoli
- 2013 – Amor/In Another Love
- 2014 – Sweetest Feeling
- 2014 – Smotriš' v nebo (con Loboda)
- 2014 – Načistotu
- 2014 – Amor
- 2015 – Zabyt' tebja
- 2015 – Žit', čtoby žit'
- 2015 – Woman (feat. Charly Williams)
- 2015 – Boomerang (feat. Nile Rodgers)
- 2015 – Still
- 2016 – Rjadom prosnut'sja
- 2016 – Sbežim v Baku
- 2016 – Ja ne mogu skazat' (con Ani Lorak)
- 2017 – Good Love
- 2017 – Otključi (con Aleksandr Maršal)
- 2017 – Byt' sčastlivym (con Laima Vaikule)
- 2017 – Ljuba-ljubov'
- 2017 – Esli ty rjadom (con gli A-Studio)
- 2017 – Prostit'sja (con Ani Lorak)
- 2018 – Neverojatnaja
- 2018 – Got Me Good
- 2018 – Serdce popolam
- 2018 – Kogda ja ujdu
- 2018 – Rozy (con Grigorij Leps)
- 2019 – Let Me Go
- 2019 – Otpusti (con Ljubov' Uspenskaja)
- 2019 – Sinjaja večnost' (Blue Eternity) (feat. Alessandro Safina)
- 2019 – Nežnaja
- 2019 – U kraja prolasti (con Aleksej Čumakov)
- 2019 – Parami (con Bahh Tee)
- 2019 – Kružimsja
- 2019 – Devočka moja
- 2019 – Jatinskij večer
- 2020 – Aperitiv (con Grigorij Leps)
- 2020 – Kamin (con Jony)
- 2020 – Nu počemu? (con HammAli & Navai)
- 2020 – Mmm
- 2020 – Fatima
- 2021 – Mentol
- 2021 – Otpusti i leti
- 2021 – Začem?
- 2021 – Raznye (con Alsou)
- 2021 – A na tancpole (con Don Poligraf)
- 2021 – Uletaj (con Jah Khalib)
- 2021 – 31.12
- 2022 – O ljubvi
- 2022 – Ne obratnoj storone
- 2022 – S dnem roždenija!
- 2022 – Sčast'e - ėto ty
- 2022 – Lunnaja noč' (con Jony)
- 2022 – Unesennye letom
- 2022 – Rano
- 2022 – Otraženija (con Jasmin)
- 2023 – Iskal tebja
- 2023 – Ljubimaja moja
- 2023 – Blagodarju, mama
- 2023 – Serdce i strela
- 2023 – Cholodnaja vesna
- 2023 – Nezakonno
- 2023 – Blue Christmas
- 2023 – Skol'ko (con Stas Michajlov)
- 2024 – Help Me Make It Through the Night (con Engelbert Humperdinck)
- 2024 – Mne vse ravno
- 2024 – Šachmaty (con Michail Zadorin)
- 2024 – Okean
- 2024 – Odnaždy (con Ellai)
- 2024 – Stol'ko let spustja
- 2024 – Kak ty
- 2024 – Rjadom s nej (con Timur Temirov)
- 2024 – Ty moja
- 2024 – Davaj obnulim
- 2024 – Takaja odna
- 2024 – Ėta osen'
- 2024 – Nam ne žit' drug bez druga
- 2024 – Blagodarju tebja
- 2024 – Koroleva krasoty
- 2025 – Tichij okean (con Asija)
- 2025 – Belyj šum doždja
- 2025 – Geçti saatler
- 2025 – Ty moja radost'
- 2025 – Ne suždeno
- 2025 – Vybiraj sama (con Ellai)
- 2025 – Ljubimaja (con Jah Khalib)